# حاجی خسرو خان
حاجی خسرو خان یکی از بازرگانان معتبر ایران در زمان حکومت شاه عباس یکم صفوی بود. شاه عباس در سال ۱۰۰۱ قمری / ۱۵۹۲ میلادی حاجی خسرو خان را در راس هیئتی بازرگانی برای افتتاح باب تجارت و بازاریابی برای ابریشم ایران (که انحصار آن در دست شاه بود) به مسکو پایتخت روسیه تزاری فرستاد. به همراه این هیئت یک تخت مرصع فیروز نیز جهت تزار فیودور یکم فرستاده شده بود.
پس از سفر حاجی خسرو خان سفرای دیگری نیز بین دو کشور ردوبدل شد تا اینکه در ۱۶۰۰ میلادی شاه عباس آنتونی شرلی و حسینعلی بیگ بیات را رسماً به مأموریت دیپلماتیک در کشورهای اروپایی فرستاد.